# In Casa - As Que Marcaram
In Casa - As Que Marcaram é um EP da dupla sertaneja brasileira Guilherme & Benuto, lançado em 15 de dezembro de 2023 pela Sony Music. O EP foi extraído das gravações do álbum In Casa, gravado na residência de Benuto, em Ribeirão Preto, em julho de 2023, e reúne sete medleys de regravações de clássicos do sertanejo e de outros gêneros musicais não muito explorados pela nova geração.
Benuto: “A gente sempre quis gravar uma resenha na nossa casa, quando tivermos a ideia de transformar em algo profissional, logo corremos para encontrar um dia disponível na nossa loucura de agenda. O maior desafio foi fazer o DVD durante 15 dias, na correria de shows, ensaiando nos hotéis, gravando a distância, mas graças a Deus deu tudo certo, e vocês poderão conferir um lado muito a vontade do Gui e Nuto”.
A dupla já havia trabalhado esse tipo de lançamento com o EP No Meio do Povo, extraído das gravações de Deu Rolo In Goiânia.

## Lista de faixas
| N.º            | Título                                                    | Compositor(es)                                                             | Artista original                               | Duração |  |
| 1.             | "Te Amo Cada Vez Mais (To Love You More) / Só Lembranças" | David Foster / Junior Miles / versão: Roberto Merli Rionegro / Domiciano   | João Paulo & Daniel Rionegro & Solimões        | 4:07    |  |
| 2.             | "Duas Camisas / Esqueci"                                  | Miltinho Rodrigues / Waldemar Freitas De Assunção Carlos Randall / Dimarco | Milionário & José Rico Bruno & Marrone         | 4:00    |  |
| 3.             | "Brigas / Pergunte a Ela"                                 | Evaldo Gouveia / Jair Amorim Moacyr Franco                                 | Altemar Dutra Peão Carreiro & Zé Paulo         | 3:15    |  |
| 4.             | "Dois Amigos / Página Virada"                             | Zezé Di Camargo José Augusto / Paulo Sérgio Valle                          | Zezé Di Camargo & Luciano Chitãozinho & Xororó | 4:46    |  |
| 5.             | "Tô Por Aí / Vida de Cão"                                 | Felipe / Valéria Barros Rionegro                                           | Rionegro & Solimões                            | 3:46    |  |
| 6.             | "A Lua Q Eu T Dei / Quando a Chuva Passar"                | Herbert Vianna Ramón Cruz                                                  | Ivete Sangalo                                  | 3:41    |  |
| 7.             | "Vê Se Toma Juízo / Eu Mereço"                            | Airo / Bruno / Felipe Rick                                                 | Bruno & Marrone Rick & Renner                  | 3:44    |  |
| Duração total: | Duração total:                                            | Duração total:                                                             | Duração total:                                 | 27:19   |  |